# شنا در المپیک تابستانی ۱۹۲۴
شنا یکی از ورزش‌های بازی‌های المپیک تابستانی ۱۹۲۴ بوده که از ۱۳ تا ۲۰ آگوست ۱۹۲۴ در دو بخش مردان و زنان برگزار شده است.

## جدول مدال‌ها
| رتبه           | کشور                      | طلا | نقره | برنز | مجموع |
| -------------- | ------------------------- | --- | ---- | ---- | ----- |
| ۱              | ایالات متحده آمریکا (USA) | ۹   | ۵    | ۵    | ۱۹    |
| ۲              | بریتانیای کبیر (GBR)      | ۱   | ۲    | ۱    | ۴     |
| ۳              | استرالیا (AUS)            | ۱   | ۱    | ۲    | ۴     |
| ۴              | سوئد (SWE)                | ۰   | ۲    | ۲    | ۴     |
| ۵              | بلژیک (BEL)               | ۰   | ۱    | ۰    | ۱     |
| ۶              | مجارستان (HUN)            | ۰   | ۰    | ۱    | ۱     |
| مجموع (۶ کشور) | مجموع (۶ کشور)            | ۱۱  | ۱۱   | ۱۱   | ۳۳    |

## نتایج

### مردان
| بازی‌ها            | طلا                                                                                     | نقره                                                                                | برنز                                                                                     |
| ۱۰۰ متر آزاد      | جانی ویسمولر · ایالات متحده آمریکا                                                      | دوک کاهاناموکو · ایالات متحده آمریکا                                                | ساموئل کاهاناموکو · ایالات متحده آمریکا                                                  |
| ۴۰۰ متر آزاد      | جانی ویسمولر · ایالات متحده آمریکا                                                      | آرنه بورگ · سوئد                                                                    | بوی چارلتون · استرالیا                                                                   |
| ۱۵۰۰ متر آزاد     | بوی چارلتون · استرالیا                                                                  | آرنه بورگ · سوئد                                                                    | فرانک بورپر · استرالیا                                                                   |
| ۱۰۰ متر کرال پشت  | وارن کلوها · ایالات متحده آمریکا                                                        | پل وایات · ایالات متحده آمریکا                                                      | کارولی بارتا · مجارستان                                                                  |
| ۲۰۰ متر قورباغه   | باب اسکلتون · ایالات متحده آمریکا                                                       | ژوزف دو کومب · بلژیک                                                                | بیل کیرشباوم · ایالات متحده آمریکا                                                       |
| ۴×۲۰۰ آزاد امدادی | ایالات متحده آمریکا (USA) · رالف بریر · هری گلنسی · دیک هوول · ولی اکانر · جانی ویسمولر | استرالیا (AUS) · فرانک بورپر · بوی چارلتون · ماس کریستی · ارنست هنری · ایوان استدمن | سوئد (SWE) · اوکه بوری · آرنه بورگ · تور هنینگ · گوستا پرسون · اوروار تروله · یئوری ورنر |

### زنان
| بازی‌ها            | طلا                                                                                | نقره                                                                         | برنز                                                               |
| ۱۰۰ متر آزاد      | اتل لاکی · ایالات متحده آمریکا                                                     | ماریچن وسلاو · ایالات متحده آمریکا                                           | گرترود ادرل · ایالات متحده آمریکا                                  |
| ۴۰۰ متر آزاد      | مارتا نورلیوس · ایالات متحده آمریکا                                                | هلن وینرایت · ایالات متحده آمریکا                                            | گرترود ادرل · ایالات متحده آمریکا                                  |
| ۱۰۰ متر کرال پشت  | سیبیل بور · ایالات متحده آمریکا                                                    | فیلیس هاردینگ · بریتانیای کبیر                                               | آیلین ریگین · ایالات متحده آمریکا                                  |
| ۱۰۰ متر قورباغه   | لوسی مورتون · بریتانیای کبیر                                                       | اگنس گراتی · ایالات متحده آمریکا                                             | گلادیس کارسون · بریتانیای کبیر                                     |
| ۴×۱۰۰ آزاد امدادی | ایالات متحده آمریکا (USA) · یوفرازیا دونلی · گرترود ادرل · اتل لاکی · ماریچن وسلاو | بریتانیای کبیر (GBR) · فلورنس بارکر · کونستانس جینز · گریس مک‌کنزی · ورا تانر | سوئد (SWE) · آینا بری · گورلی اورلوند · ویوان پترشون · یوردیس توپل |

## کشورهای شرکت‌کننده
در مجموع ۱۶۹ شناگر (۱۱۸ مرد و ۵۱ زن) از ۲۳ کشور جهان در این مسابقات شرکت کرده بودند:
- آرژانتین (۴) (مرد:۴ زن:۰)
- استرالیا (۵) (مرد:۵ زن:۰)
- بلژیک (۶) (مرد:۶ زن:۰)
- کانادا (۲) (مرد:۲ زن:۰)
- چکسلواکی (۹) (مرد:۶ زن:۳)
- دانمارک (۴) (مرد:۰ زن:۴)
- فنلاند (۲) (مرد:۲ زن:۰)
- فرانسه (۲۰) (مرد:۱۲ زن:۸)
- بریتانیای کبیر (۲۶) (مرد:۱۵ زن:۱۱)
- یونان (۱) (مرد:۱ زن:۰)
- مجارستان (۶) (مرد:۵ زن:۱)
- ایتالیا (۶) (مرد:۶ زن:۰)
- ژاپن (۶) (مرد:۶ زن:۰)
- لوکزامبورگ (۴) (:۲ زن:۲)
- هلند (۱۲) (مرد:۸ زن:۴)
- نیوزیلند (۲) (مرد:۱ زن:۱)
- نروژ (۱) (مرد:۱ زن:۰)
- پرتغال (۱) (مرد:۱ زن:۰)
- اسپانیا (۴) (مرد:۴ زن:۰)
- سوئد (۱۴) (مرد:۹ زن:۵)
- سوئیس (۲) (مرد:۲ زن:۰)
- ایالات متحده آمریکا (۲۶) (مرد:۱۴ زن:۱۲)
- یوگسلاوی (۶) (مرد:۶ زن:۰)